# Джамиля (фильм, 1958)
«Джамиля» (араб. جميلة‎, Djamilah) — египетский фильм 1958 года, драма режиссёра Юсефа Шахина с участием популярной звезды египетского кино Магды. Фильм снят по повести Юсуфа ас-Сибаи и основан на фактах жизни реальной личности — алжирской революционерки Джамили Бухиред. Личности неоднозначной, для левых сил она была патриоткой и героиней, которую называли даже алжирской Жанной д’Арк, а алжирцы сравнивали её (видимо, с подачи коммунистов из дружественного СССР) с Зоей Космодемьянской, для правых она была не иначе как террористкой.

## Сюжет
Кинолента основана на реальных фактах истории борьбы алжирского народа за независимость. Фильм рассказывает об алжирской девушке Джамиле Бухиред, которая боролась с французскими колонизаторами за независимость своей страны, используя террористические методы. Вместе с легендарным Юсефом, восхищаясь его героизмом и мужеством, сражалась она в рядах партизан.
Однажды, при проведении очередной операции, Джамиля была схвачена французскими солдатами. Её пытали, добиваясь, чтобы она сказала, где находится руководитель партизан Юсеф. Джамиля стойко вынесла все пытки и её приговорили к смертной казни.

## В ролях
- Магда — Джамиля
- Салах Зульфикар — Аззам
- Ахмед Мазхар — Юсеф
- Рушди Абаза — Бижар
- Захратэль Аля — Боаза
- Кариман — Хасиба
- Фарида Фахми — Симона
- Махмуд аль-Милиги
- Хусейн Рияд — Хабиб

## О фильме
Когда снимался фильм, реальная Джамиля Бухиред ещё сидела во французской тюрьме. По сюжету фильма героиня смело идёт на казнь, но в реальной жизни французские власти под напором общественного мнения были вынуждены заменить смертную казнь пожизненной каторгой. Однако впоследствии она была полностью реабилитирована и освобождена из заключения. На самом деле к её освобождению был более всего причастен французский адвокат Жак Вержес, за которого Джамиля впоследствии, после освобождения из тюрьмы выйдет замуж.
Фильм долго не могли выпустить на экран, так как французские власти всячески препятствовали этому. В 1959-м он был заявлен в конкурс Московского международного кинофестиваля, однако опять таки по требованию французской стороны фильм показали только вне конкурса. В том же 1959-м фильм вышел в широкий прокат в Египте и некоторых других странах (Китай, Япония, Венгрия…). С октября 1962 года фильм демонстрировался в советском кинопрокате.

## Критика
Несмотря на то, что в СССР тех лет поддерживали борьбу алжирского народа против французских колонизаторов и всяческая агитационная пропаганда дружественного советского народа была направлена только за подобные кинопроекты, фильм советской кинокритикой не был поддержан на подобающем уровне. Мнение кинокритика И. Левшиной в главном киноиздании СССР «Советский экран»:

Авторы «Джамили» не смогли обойтись без ложно понятой «захватывающей» интриги, без сентиментальной слезливости. В угоду внешней занимательности значительно изменён ход исторических событий. Конечно, художественное произведение немыслимо без изменения действительных событий в воображении художника. Но такое изменение должно делать яснее и выразительнее суть явления.

И ещё одна цитата:

… Это настоящая Джамиля смогла сказать трибуналу: «Убивая нас, вы убиваете свободолюбивые традиции нашей страны, компрометируете её честь!»
Милая, слезливая и наивная героиня фильма не смогла бы сказать этих гордых и гневных слов, потому что она очень мало похожа на настоящую Джамилю…
— И. Левшина «Советский экран», 1962, № 20, стр. 18.